# Gaspar van den Hoecke

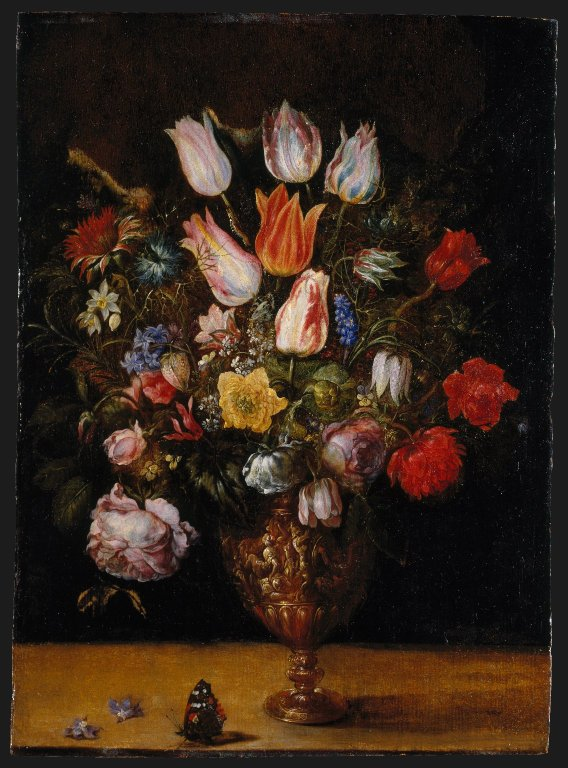
Kwiaty w wazonie

Gaspar van den Hoecke (ur. 1585 w Antwerpii, zm. po 1648 i przed 1661 tamże) – flamandzki malarz barokowy, ojciec malarzy Roberta i Jana van den Hoecke oraz nauczyciel Justusa van Egmonta.
Był uczniem Davida Teniersa Starszego i współpracownikiem Rubensa. W 1603 został mistrzem gildii św. Łukasza w Antwerpii.
Malował obrazy o tematyce religijnej i historycznej, martwe natury, tworzył też niewielkie formy zaliczane do malarstwa gabinetowego. Na jego twórczość wpływ mieli Frans Francken Młodszy, Hendrick van Balen i caravaggioniści.
W Muzeum Narodowym w Warszawie znajduje się obraz Gaspara van den Hoecke Krezus i Solon (nr inw. M.Ob.577).